# Dommartin-le-Coq
Dommartin-le-Coq település Franciaországban, Aube megyében. Lakosainak száma 53 fő (2022. január 1.). Dommartin-le-Coq Brillecourt, Coclois, Jasseines, Morembert, Nogent-sur-Aube és Vaucogne községekkel határos.

## Népesség
A település népessége az elmúlt években az alábbi módon változott:
| Lakosok száma | 88   | 65   | 71   | 64   | 67   | 68   | 62   | 58   | 57   | 53   |
|               | 1968 | 1982 | 1990 | 2006 | 2013 | 2015 | 2017 | 2019 | 2020 | 2022 |